# La filla del pantà
La filla del pantà (títol original en anglès, The Marsh King's Daughter) és una pel·lícula de thriller psicològic del 2023 dirigida per Neil Burger i escrita per Elle Smith i Mark L. Smith, basada en la novel·la homònima del 2017 de Karen Dionne. És protagonitzada per Daisy Ridley, Ben Mendelsohn, Garrett Hedlund, Caren Pistorius, Brooklynn Prince i Gil Birmingham. S'ha subtitulat al català.
Es va estrenar als Estats Units el 3 de novembre de 2023 a càrrec de Lionsgate i Roadside Attractions amb crítiques amb diversos sentits.